# Owen megye (Indiana)
Owen megye az Amerikai Egyesült Államokban, azon belül Indiana államban található. Megyeszékhelye és legnagyobb városa Spencer. Lakosainak száma 21 321 fő (2020. április 1.). Owen megye Putnam, Morgan, Monroe, Greene és Clay megyékkel határos.

## Népesség
A megye népességének változása:
| Lakosok száma | 21 582 | 21 538 | 21 372 | 21 201 | 20 872 | 21 321 |
|               | 2010   | 2011   | 2012   | 2013   | 2015   | 2020   |